# Шлюз вентиляційний
Шлюз вентиляційний (англ. air lock, нім. Wetterschleuse f) — шахтний пристрій з двох вентиляційних дверей, розташованих послідовно на відстані одна від одної для пропуску людей та вантажів без порушення вентиляції. Попереджує замикання повітряних струменів у підземних виробках або надшахтних будівлях при переміщенні транспорту, людей з дільниці з одним повітряним потоком в інший.